# Henry Seiling
Henry Seiling was een Amerikaans krachtsporter. 
Seiling won met het team uit Chicago op Olympische Spelen van 1904 in Saint Louis een gouden medaille bij het touwtrekken. 
1900: Aabye, Schmidt, Winckler, Nilsson, Söderström, Staaf ·
1904: Olson, Johnson, Seiling, Magnusson, Flanagan ·
1908: Barrett, Goodfellow, Humphreys, Hirons, Ireton, Merriman, Mills, Shepherd ·
1912: Andersson, Bergman, Edman, Fredriksson, Gustafsson, Jonsson, Larsson, Lindström ·
1920: Canning, Holmes, Humphreys, Mills, Sewell, Shepherd, Stiff, Thorn